# HGÜ Inga–Shaba

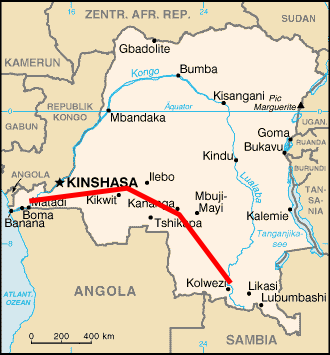
Leitungsverlauf in der Demokratischen Republik Kongo

Die HGÜ Inga–Shaba (französisch Très Haute Tension Courant Continu (THTCC) Inga–Shaba) ist eine Hochspannungs-Gleichstrom-Übertragungsleitung (HGÜ) im zentralafrikanischen Staat Demokratische Republik Kongo, früher Zaire, und dient dazu, elektrische Energie aus dem Westen des Landes in die südöstlich gelegene und rohstoffreiche Region Katanga (zeitweilig „Shaba“ genannt) für den Kupferbergbau zu leiten.
Die Übertragungsanlagen befinden sich in Staatseigentum und werden von der Société Nationale d’Électricité (SNEL) betrieben.
Die Leitung beginnt in der Nähe des Inga-Staudammes (05° 31′ 27,0″ S, 013° 36′ 39,0″ O) und endet nach 1700 km in der südöstlich gelegenen Stadt Kolwezi (10° 39′ 27,0″ S, 025° 27′ 08,0″ O). Sie ist die längste Freileitung in Afrika mit der Besonderheit, dass durch das überwiegend nur schwer zugängliche Terrain für jeden Pol eine separate Trasse mit entsprechend großem Flächenbedarf gewählt wurde.

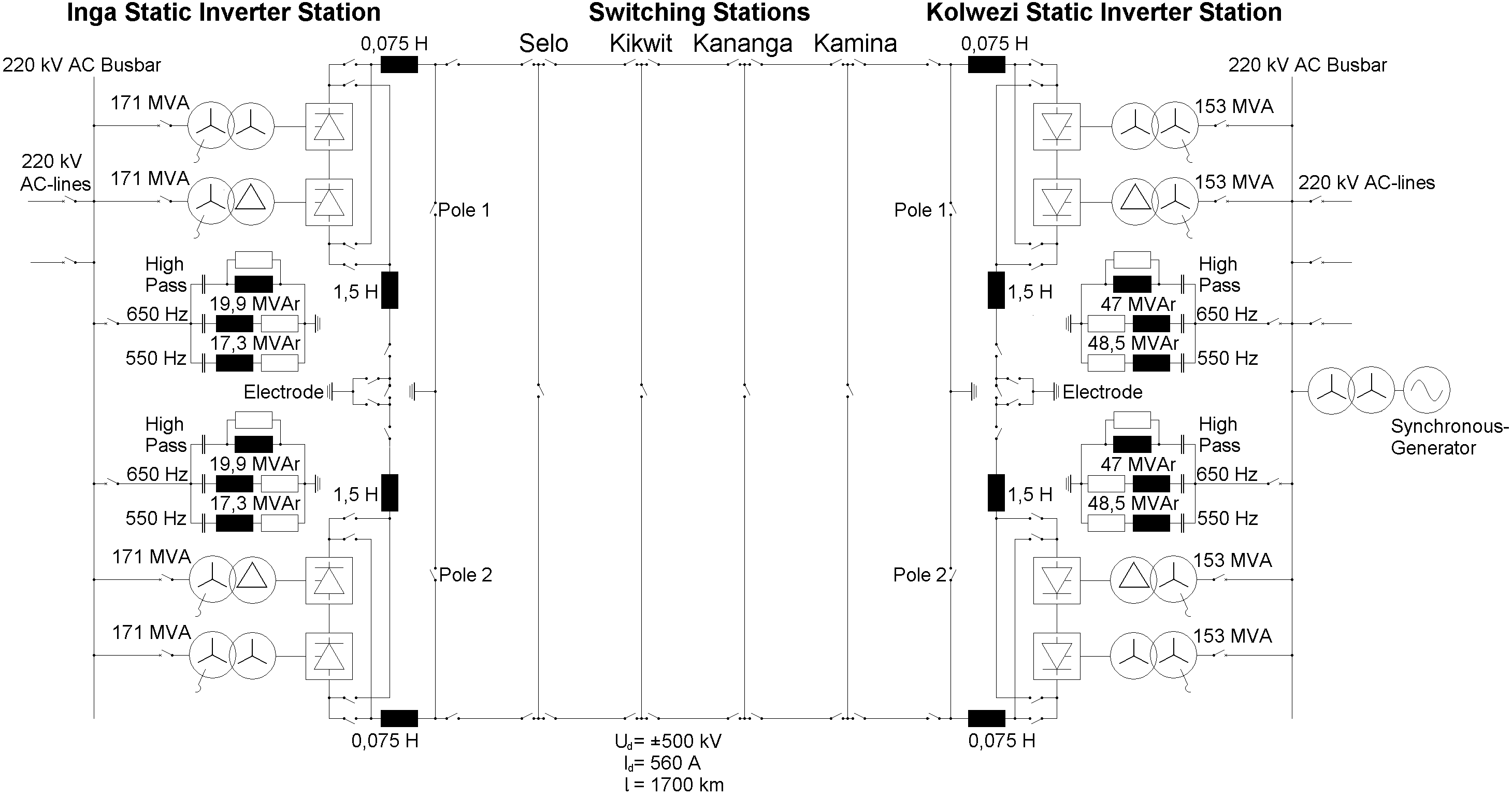
Einliniendiagramm der HGÜ Inga–Shaba

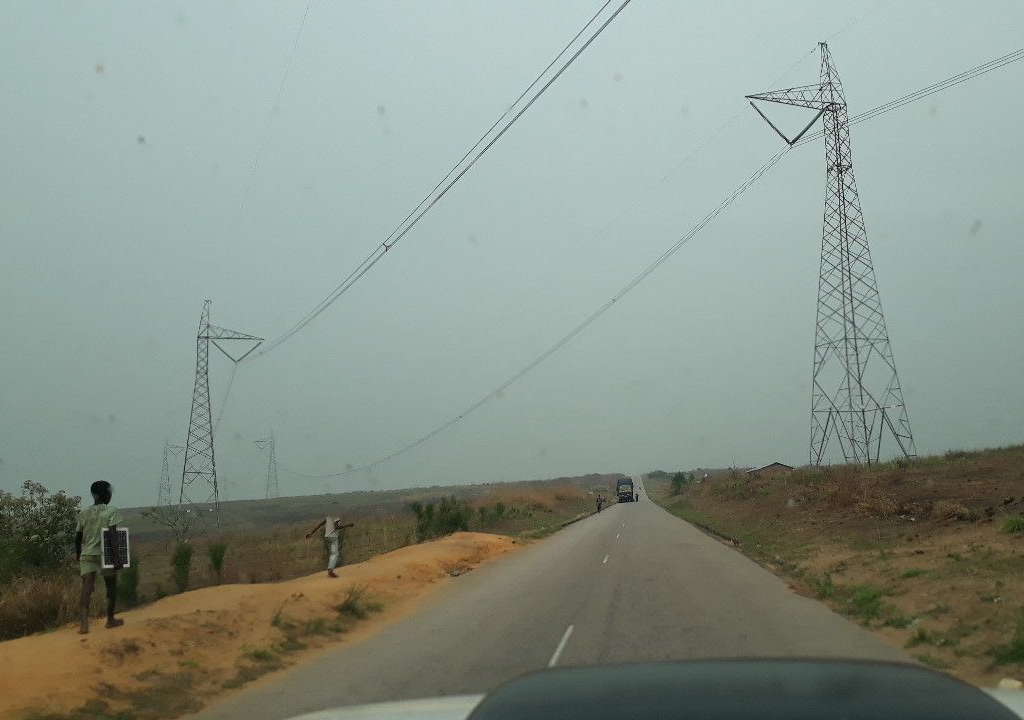
Masten der HGÜ Inga–Shaba

Eine Besonderheit der HGÜ Inga–Shaba ist, dass bei Bedarf die Polarität jedes Pols umgeschaltet werden kann, was einen Betrieb in Form zweier parallel geschalteter Monopole gestattet. In diesem Fall kann die gesamte Energie durch einen Pol der Leitung übertragen werden, was die Verfügbarkeit der Anlage erhöht. Es ist auch eine partielle Außerinbetriebnahme eines Pols möglich, denn die HGÜ Inga–Shaba verfügt über intermediäre Schaltwerke, an denen Leitungsabschnitte abgeschaltet oder parallel geschaltet werden können. Allerdings kann an diesen Anlagen, welche sich bei Selo, Kikwit, Kananga und Kamina befinden, keine Energie der Leitung entnommen werden, da in diesen Anlagen keine Stromrichter installiert sind.
Die Leitung ist auf eine Übertragungsleistung von 560 MW ausgelegt und kann als bipolare oder wahlweise mit halber Leistung, als monopolare HGÜ mit einer Gleichspannung von ± 500 kV betrieben werden. Mit dem Bau wurde 1973 begonnen, aufgrund sozialer Unruhen konnte das Übertragungssystem erst 1982 mit 10 % der projektierten Leistung in Betrieb genommen werden. Die Konverter wurden von Asea geliefert. In den 1990er Jahren wurde die Übertragungsleistung auf rund 200 MW gesteigert.
Der weitere Ausbau durch Hitachi Energy steigerte ab 2017 die Übertragungsleistung von 560 MW auf nun 1 GW.